# Агатон
Агато́н (иногда Агафо́н) (447—401 год до н. э.) — афинский трагик, младший современник Еврипида, пытавшийся реформировать трагедию.
Его попытки выражались в отказе от традиционных мифологических сюжетов и превращении партий хора во вставные номера, не связанные с сюжетом трагедии. Язык Агатона приближался к дифирамбическому. От его произведений сохранились лишь незначительные отрывки. Его пьесу «Цветок» упоминает Аристотель в «Поэтике» как пример трагедии, в котором сюжет сочинён автором, а не основан на мифологии или реальных событиях; это единственная известная древнегреческая трагедия с таким сюжетом.
Родился в 446 году до н. э., переселился 408 году до н. э. в Пеллу, где царствовал Архелай. Отличался красотой, богатством и изяществом манер (утончённым нравом), был лучшим греческим трагиком после Эсхила, Софокла и Еврипида.
Пир, данный Агатоном в 416 год до н. э. после одержанной победы, послужил Платону темой для одного из его центральных диалогов — «Пир» (Symposion). Виланд сделал его первым героем романа «Агатон» (Geschichte des Agathon, 1766), положившего начало жанру немецкого романа воспитания.